# Onthophagus kryzhanovskii
Onthophagus kryzhanovskii là một loài bọ cánh cứng trong họ Bọ hung (Scarabaeidae).